# Esterházy Imre Gábor
Galánthai gróf Esterházy Imre Gábor (Szombathely, 1689. május 4. – Nyitra, 1763. november 29.) megyés püspök.

## Élete
1706-tól Sopronban, a Pázmáneumban tanult; rátóti prépost. Fölszentelése után, 1713. március 10-én pozsonyi kanonok, sasvári főesperes, 1727. április 22-étől esztergomi kanonok, 1729-től az esztergomi érsekség segédpüspöke. 1733. december 17-étől nagyprépost, 1740. november 5-étől nyitrai megyés püspök, székét 1741. november 19-én foglalta el. A püspök-várban szobrot állíttatott a Boldogságos Szűz tiszteletére. 1760-ban gazdag ornátust ajándékozott a székesegyház kincstárának; templomokat építtetett Mocsonokon, Zséren, Szombathelyen, Dömösön.
Utóda Nyitrán 1764. január 1-jétől Gusztinyi János lett, aki 1762 óta segédpüspöke volt.